# Beckman Coulter

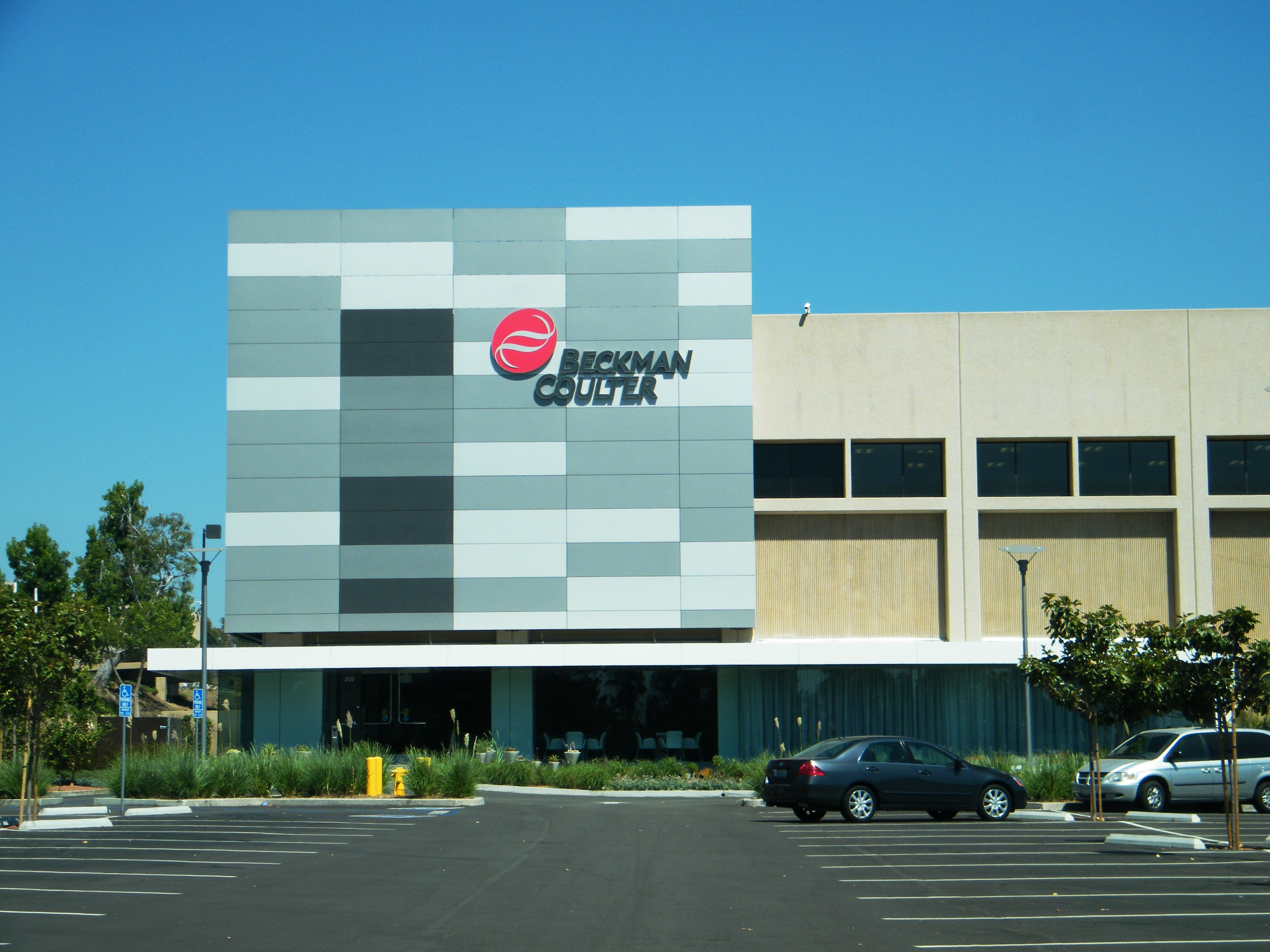
Hauptquartier in Brea

Beckman Coulter ist ein US-amerikanisches Biotechnologie- und Medizintechnik-Unternehmen, welches Labor- und Messgeräte für chemische Laboratorien und den Medizinbereich herstellt. Es wurde 1935 von Arnold Orville Beckman unter der Firma National Technical Laboratories zu dem Zweck der Produktion und Vermarktung der von Beckman damals neu entwickelten pH-Meter gegründet.

## Geschichte
In den 1940er Jahren wurde die Firma in Arnold O. Beckman, Inc. geändert, um Komponenten und Bauelemente für den Laborbedarf wie Präzisionspotentiometer, Spektralphotometer und Messgeräte zur Sauerstoffmessung herzustellen. 1950 wurde die Firmierung wiederum geändert, diesmal in Beckman Instruments, Inc.
In den 1950er Jahren entwickelte Beckman Instruments die Analogrechner der EASE-Serie. Zwei dieser Rechner wurden in den 1960ern von der NASA bei der Entwicklung des Apollo Guidance Computers (AGC) für eine Echtzeitsimulation der Eingaben verwendet.
1955 unterstützte Beckman den Physiker William B. Shockley bei der Gründung von Shockley Semiconductor Laboratory, damals eine Tochtergesellschaft von Beckman Instruments. Jene Tochtergesellschaft wurde in den Folgejahren das erste Halbleiterunternehmen und gilt als das Gründungsunternehmen des Silicon Valley.
Der Sitz des Unternehmens in Deutschland befindet sich in Krefeld.
1997 wurde das Unternehmen Coulter Corporation aufgekauft und der Name 1998 in Beckman Coulter geändert.
2009 kaufte Beckman Coulter den Diagnostik-Bereich von Olympus auf.
Zum 30. Juni 2011 wurde Beckman Coulter durch die Danaher Corporation übernommen.

## Produkte

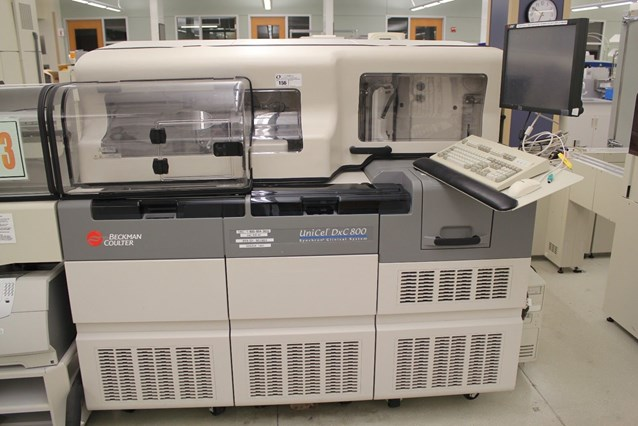
Das Immunchemiesystem Unicel DxC 800 (2014)
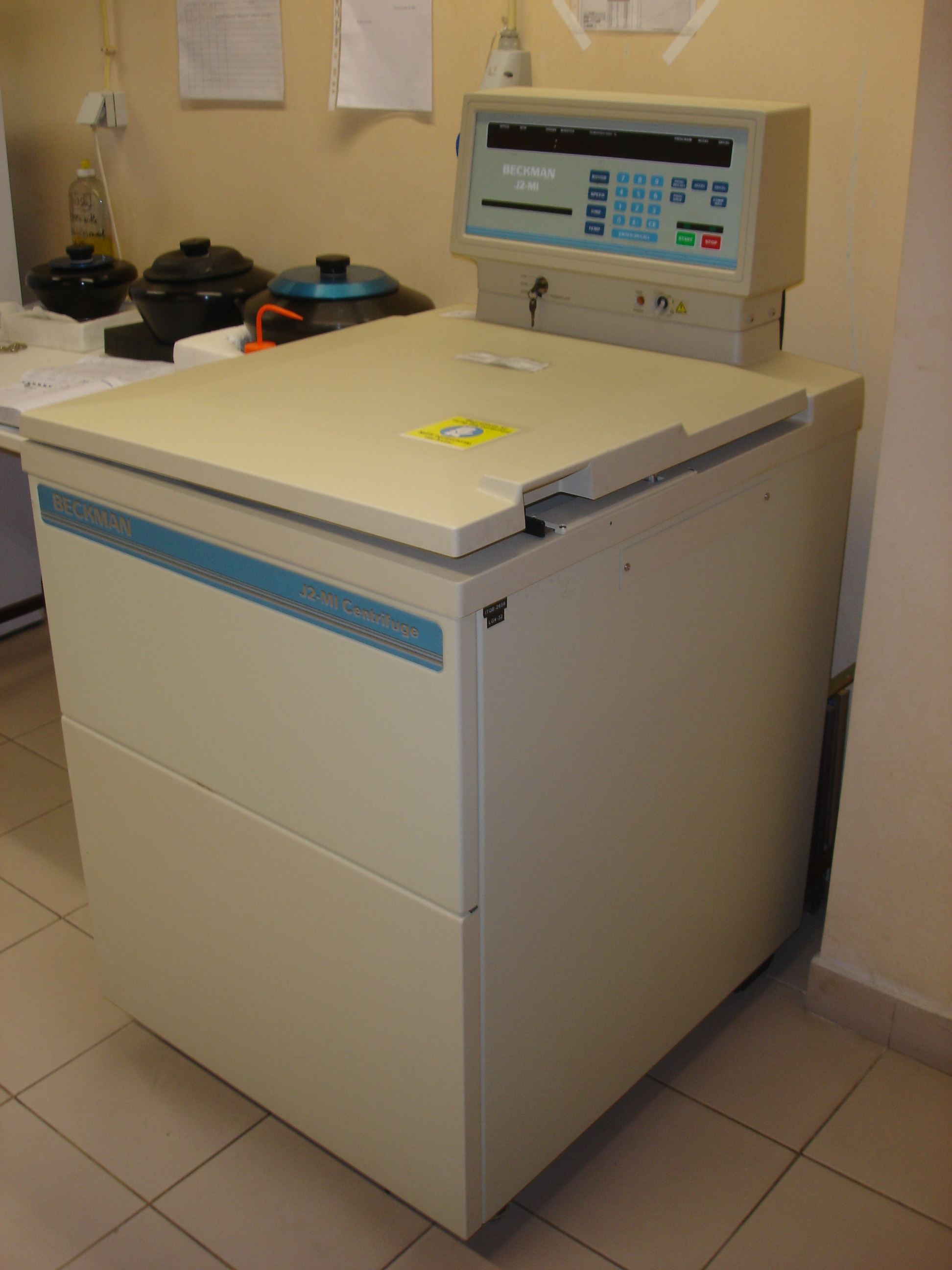
Die Laborzentrifuge J2-MI (2007)
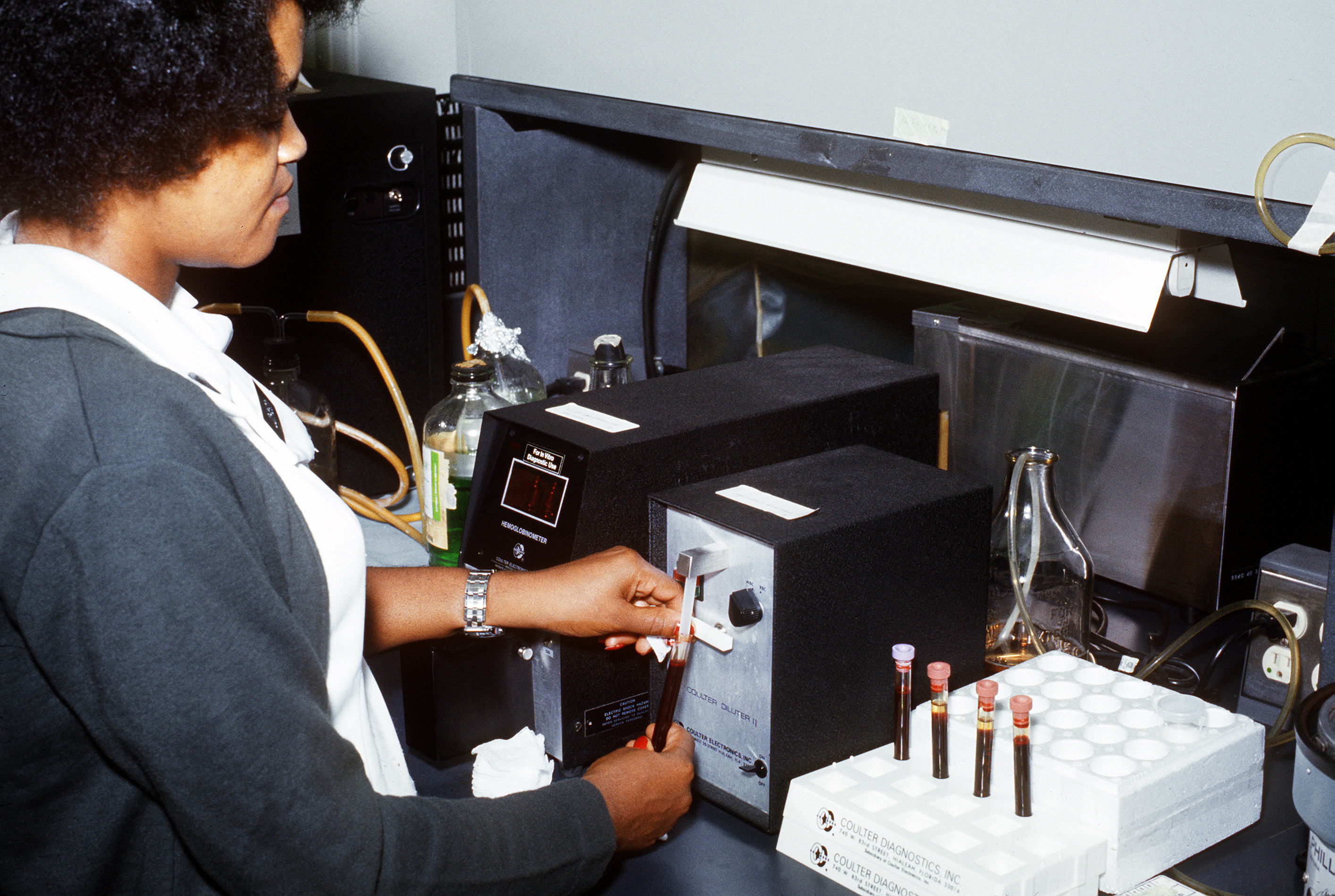
Ein Hämoglobinmeter und Diluter von Coulter Electronics Inc. (1976)